# Mohenjo-Daro Siegel 420

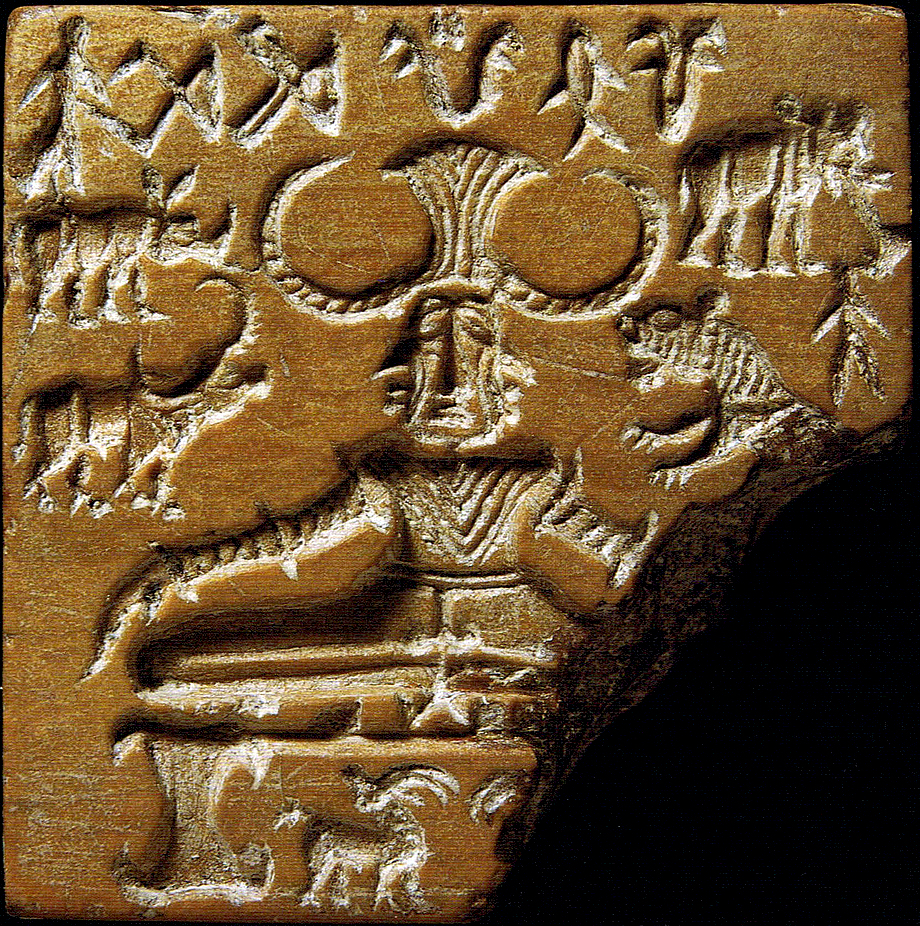
Mohenjo-Daro Siegel 420 (3. Jahrtausend v. Chr.)

Das Mohenjo-Daro Siegel 420 wurde in den 1920er Jahren in Mohenjo-Daro im heutigen Pakistan ausgegraben und befindet sich im Nationalmuseum Neu-Delhi. Es spielt in der Religionsforschung eine bedeutende Rolle, da einige Forscher annehmen, dass darauf eine Vorform des hinduistischen Gottes Shiva abgebildet ist, was für die Geschichte des Hinduismus weitreichende Folgen hätte. Zudem wird dieses Indus-Siegel als Indiz gedeutet, dass in der Indus-Kultur bereits Yoga praktiziert wurde. Da die Indus-Schrift bisher nicht gelesen werden kann, bleiben alle Interpretationen der Abbildung jedoch spekulativ. Die neuere Forschung ist daher eher skeptisch.

## Beschreibung
Das Siegel aus Steatit misst 36 × 36 mm und zeigt eine von Tieren umgebene Person und sechs ungedeutete Schriftzeichen. Die rechte untere Ecke ist abgebrochen.
Die Zentralfigur ist eine Person auf einem Thron in Frontalansicht, in einer außergewöhnlichen Sitzhaltung, bei der sich die Fersen berühren und die Zehen nach unten deuten; die gespreizten Arme ruhen auf den Knien. Der Kopf wirkt nicht besonders natürlich, vielleicht handelt es sich um einen Tierkopf oder eine Maske, möglicherweise sind aber drei Gesichter abgebildet, von denen zwei zur Seite schauen. Die Figur trägt ein Hüftband mit herunterhängenden Quasten, die auch als erigierter Penis gedeutet werden können. Brust und Arme sind perforiert, was als Armreifen und Brustschmuck gedeutet wird. Die Haartracht oder Kopfbedeckung läuft in zwei nach oben gebogene Hörner aus, der mittlere Teil ist fächerförmig aufgerichtet. Unter dem Thron der Figur sind zwei gehörnte Tiere abgebildet, möglicherweise Gazellen. Links und rechts der Figur sind vier Tiere abgebildet: Elefant, Tiger, Nashorn und Büffel.
Das Siegel gehört zu einer kleinen Gruppe von Indussiegeln mit der Darstellung von menschlichen Figuren, während der Großteil der Siegel Rinder abbildet. Aus Mohenjo-Daro gibt es noch ein weiteres Siegel mit einer identischen Figur, jedoch ohne Tiere.

## Proto-Shiva

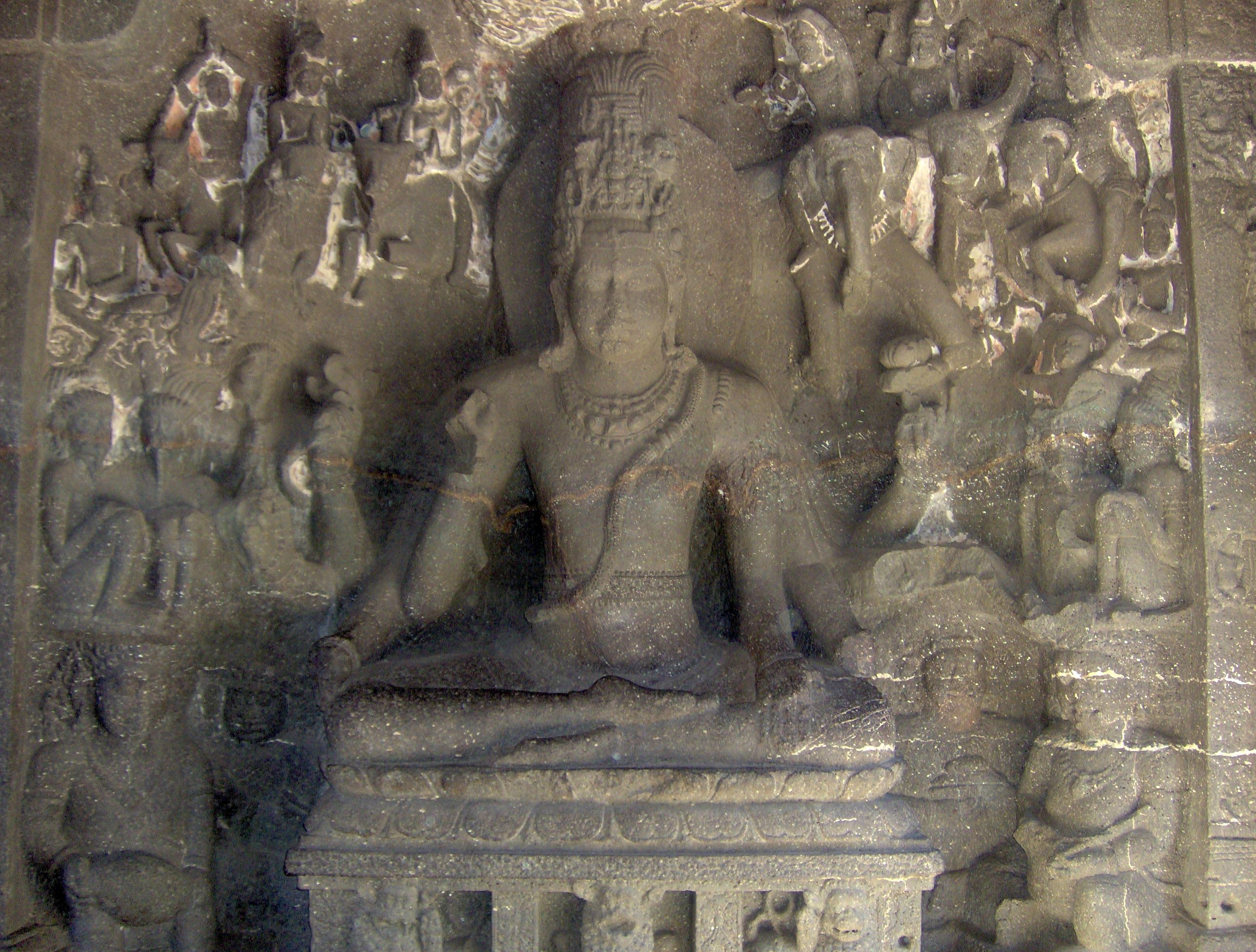
Shiva, mittelalterliche Skulptur aus dem Kailasatempel in Ellora.

1931 schlug der Archäologe John Marshall, der die Ausgrabungen von Mohenjo-Daro leitete, vor, dass das Siegel einen Prototyp des historischen Shiva darstelle. Dabei führte er folgende Begründungen an: 
- Die gehörnte Haartracht weise wie in Mesopotamien auf eine Gottheit hin.
- Die Figur auf dem Siegel sei dreigesichtig; auch Shiva Mahadeva wurde in mittelalterlichen Skulpturen manchmal mit drei Gesichtern dargestellt.
- Die Figur sitze in einer typischen Yogahaltung; Shiva wird Mahayogin (»Großer Yogameister«) genannt.
- Die vier Tiere über der Figur deuteten auf Pashupati (»Herr der Tiere«) hin, eine Form von Shiva.
- Die dreigeteilte Haartracht erinnere an Shivas Waffe, den Dreizack (trishula).
- Gazellen finden sich auch auf mittelalterlichen Darstellungen von Shivas Thron.
- Die Figur könnte ithyphallisch sein; Shiva wird manchmal mit erigiertem Penis (urdhvalinga) dargestellt.

Dieser Deutung wurde in der Forschung lange kaum widersprochen, und sie wurde gegenüber anderen Deutungen bevorzugt. In jüngerer Zeit wurde darauf hingewiesen, dass das Bild zum Teil überinterpretiert wurde. Zudem ist Pashupati der Beschützer der Haustiere, während das Siegel nur Wildtiere abbildet. Ikonographische Parallelen finden sich zudem nicht nur bei Shiva, sondern auch bei Buddha und bei den Tirthamkaras im Jinismus.
Doris Srinivasan erörtert, dass die Hörnertracht und die Yogastellung auf den göttlichen Charakter hinweise, dass es aber nicht möglich sei, die Figur als Proto-Shiva zu deuten. Das Gesicht der Figur gleiche Rinder- bzw. Büffelmasken der Indus-Kultur, die mittlerweile Ausgrabungen zu Tage gebracht haben. Die moderne Forschung tendiert dazu, in der Figur einen „Büffelgott“ zu sehen, ohne diesem eine engere Beziehung zu einer bestimmten Hindugottheit zuzuschreiben. Diese Deutung wird durch einen Fund des Jahres 1997 in Harappa unterstützt, der eine Person in gleicher Haltung zeigt und daneben einen Mann, der einen Stier bekämpft.
Problematisch erscheint auch, dass Shiva in dieser Position nicht in der unmittelbar auf die Indus-Kultur folgenden vedischen Epoche belegt ist, sondern erst in späterer Zeit, womit es eine Beleglücke von über 2000 Jahren zwischen dem Siegel und Shiva in der Yogahaltung gibt.
Die Deutung, dass die Figur den Feuergott Agni, Vishvarupa oder gar die Herrin der Tiere darstelle, wird von der Forschung nicht anerkannt. Der deutsche Indologe Friedrich Otto Schrader lehnte Marshalls Vorschlag ebenfalls ab, sah aber deutliche Parallelen zum keltischen Gott Cernunnos, wie er auf dem Kessel von Gundestrup abgebildet ist.

## Yoga

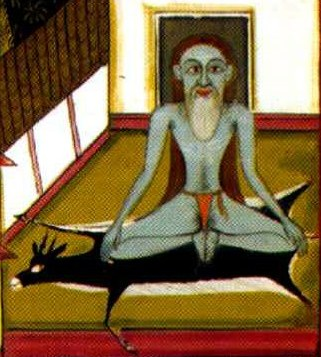
Bhadragorakhasana, Darstellung aus dem Jahr 1830.

Zwei Jahre bevor John Marshall die Deutung als Proto-Shiva hervorbrachte, stellte der bengalische Archäologe Ramaprasad Chanda eine Verbindung des Siegels zum Yoga her. Drei Jahre später identifizierte er die Sitzhaltung als das Bhadrasana.
Der amerikanische Kunstgeschichtler Thomas McEvilley widersprach Marshalls Deutung als Proto-Shiva. Unter Hinzunahme von fünf weiteren Siegeln aus Mohenjo-Daro (Siegel 222 & 235) und Harappa kam er zum Schluss, dass die Figur im Mulabandhasana sitze, wie es der Yogameister B.K.S. Iyengar im Buch Light on Yoga – Yoga Dipika beschreibt. Diese sechs Siegel zeigen deutlich, dass die Fußsohlen zusammengepresst sind, die Zehen nach unten gerichtet und der Körper auf den Fersen ruht, bei waagrecht nach außen gerichteten Knien. Auch die Armstellung ist bei allen identisch.
Da dieses Mulabandhasana eine sehr schwierige Yogastellung ist, die nur von wenigen Yogameistern beherrscht wird, könne angenommen werden, dass in der Indus-Kultur bereits Yoga praktiziert wurde. Zudem wird die Figur auf einem der Siegel von zwei Adoranten und aufgerichteten Kobras flankiert, was auf den göttlichen Charakter hinweise.
Dieser Deutung stimmen Yogaforscher wie Mircea Eliade und Yogameistern wie T. K. V. Desikachar zu. Andere Forscher lehnen diese Deutung ab, mit der Begründung, dass ähnliche Sitzhaltungen im asiatischen Raum alltäglich seien.